# Forrestopius judyae
Forrestopius judyae là một loài tò vò trong họ Ichneumonidae.